# Linda Evans (écrivain)
Pour les articles homonymes, voir Linda Evans et Evans.
Œuvres principales
- Sleipnir

Linda Evans, née le 6 décembre 1958, est un écrivain américain de science-fiction et de fantasy.

## Biographie
Experte en armes anciennes et modernes, elle utilise ce savoir dans ses œuvres. Elle vit aujourd'hui[Quand ?] à Archer en Floride.

## Œuvres

### SérieTime Scout
Cette série est coécrite avec Robert Asprin.
1. (en) Time Scout, 1995
2. (en) Wagers of Sin, 2000
3. (en) Ripping Time, 2000
4. (en) The House That Jack Built, 2001
5. (en) For King and Country, 2002

### SérieHell's Gate
Cette série est coécrite avec David Weber.
1. (en) Hell's Gate, 2006
2. (en) Hell Hath No Fury, 2007
3. (en) The Road to Hell, 2016

### Romans indépendants
- (en) Sleipnir, 1994
- (en) Far Edge of Darkness, 1996
- (en) For King & Country, 2002Écrit avec Robert Asprin.
- (en) The Road to Damascus, 2004Écrit avec John Ringo. Situé dans l'univers Bolos de Keith Laumer